# Vikena Kamenica
Vikena Kamenica est une mezzo-soprano albanaise et soliste au Théâtre national d'opéra et de ballet d'Albanie. Elle commence sa carrière dans des salles de musique légère avant de se tourner vers l'opéra et la comédie musicale,,.

## Biographie

### Jeunesse et formation
Kamenica naît dans une famille de musiciens : son père est le ténor Guri Kamenica et sa mère la mezzo-soprano Vera Kamenica,. Elle grandit dans l’environnement du Théâtre national d’opéra et de ballet d’Albanie, où elle se passionne pour la musique classique dès son plus jeune âge,. Au début des années 2000, elle se produit dans des clubs de jazz à Tirana avant toute formation formelle. Elle obtient son diplôme en chant lyrique en 2001 et fait ses débuts la même année dans le rôle de Cherubino dans Les Noces de Figaro de Mozart, au sein du Théâtre national d'opéra et de ballet.

### Carrière
Après ses débuts à l'opéra, Kamenica participe à des productions de comédie musicale, notamment West Side Story et A Century of Broadway.
En 2007, elle interprète le rôle-titre de Carmen de Bizet, mis en scène par Patricia Panton Flores. Elle incarne ensuite Violetta dans La traviata de Verdi, puis Rosina dans Le Barbier de Séville de Rossini,. Elle participe aussi à des concerts tels que Këngët e Shekullit (litt. : Les Chansons du siècle), interprétant des standards internationaux de la musique populaire.
En 2025, elle siège au jury de l’émission albanaise destinée à la diaspora, Yjet Shqiptarë të Diasporës.

## Discographie notable
- Valsi i Lumturisë (avec Genc Tukiçi)[16]
- Ku Shkoi Vallë Ai Djalë (avec Alma Bektashi)[17]
- Lule t’bukura sjell pranvera (avec Sidrit Bejleri)[18]
- Djaloshi dhe shi (avec Sherif Merdani)[19]